# Haplopeodes philoxeri
Haplopeodes philoxeri är en tvåvingeart som beskrevs av Spencer 1973. Haplopeodes philoxeri ingår i släktet Haplopeodes och familjen minerarflugor.
Artens utbredningsområde är Florida. Inga underarter finns listade i Catalogue of Life.